# Provincia di Hatay
La provincia di Hatay (in turco Hatay ili) è una provincia della Turchia. Il capoluogo della provincia è la città di Antiochia.
Dal 2012 il suo territorio coincide con quello del comune metropolitano di Hatay (Hatay Büyükşehir Belediyesi).

## Storia
Ha costituito un sangiaccato autonomo nell'ambito del Mandato francese della Siria e del Libano fino al 1938 e poi, per pochi mesi, una repubblica indipendente, fino all'incorporazione all'interno della Turchia, avvenuta nel 1939 e mai riconosciuta ufficialmente dal governo siriano.

## Geografia antropica

### Suddivisioni amministrative

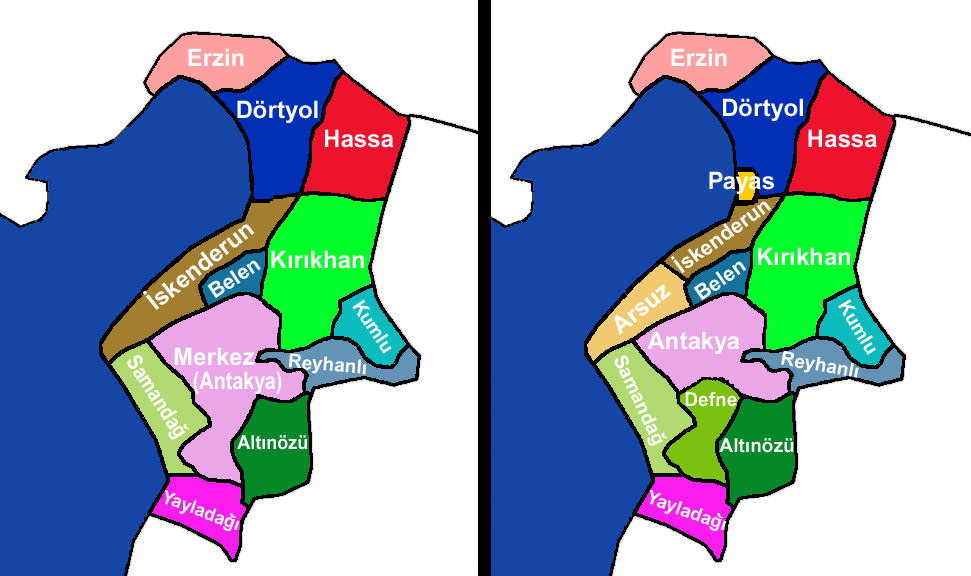
Distretti della provincia prima e dopo il 2012

La provincia è divisa in 15 distretti: 	
- Alessandretta
- Altınözü
- Antiochia
- Arsuz
- Belen
- Defne
- Dörtyol
- Erzin
- Hassa
- Kırıkhan
- Kumlu
- Payas
- Reyhanlı
- Samandağ
- Yayladağı

Nel 2012 è stato abolito il distretto centrale e scisso nei distretti di Antiochia e di Defne. Inoltre sono stati creati il distretto di Arsuz e il distretto di Payas staccandone il territorio rispettivamente dal distretto di Alessandretta e dal distretto di Dörtyol.
Fanno parte della provincia 76 comuni e 360 villaggi.